# 渡邉結衣
渡邉 結衣（わたなべ ゆい、2000年5月16日 - ）は、日本テレビのアナウンサー。

## 来歴
岡山県倉敷市出身。岡山県立岡山朝日高等学校卒業。早稲田大学文化構想学部卒業。早稲田大学在学時には、第1回学生アナウンス大賞でCanCam賞を受賞し、Waseda Collection 2019に出場した。
2023年4月に日本テレビに入社した。同期入社は住岡佑樹、山本里咲。同僚の石川みなみは大学の3年先輩、同じく同僚の林田美学は大学の1年先輩にあたる。

## 出演番組
- オードリーのNFL倶楽部（2023年9月 - 2024年2月）[4]
- ZIP! - フィールドキャスター
  - 水曜担当（2024年3月27日 - 9月25日）
  - 木・金曜担当（2024年10月3日 - ）
- 大悟の芸人領収書（2024年4月 - ）[5]
- ヒルナンデス!（2024年4月5日 - 9月27日） - 金曜ニュースキャスター
- Going!Sports&News（2025年8月3日 - ） - 日曜ニュースキャスター